# 데마루촌
데마루촌(出丸村)은 사이타마현 히키군에 존재했던 촌이다.
에도시대 간에이 시대에 마쓰다이라 이즈모리의 지행지였다고 하며, '이즈마루'로 불리던 것이 '우려가 많다'는 이유로 '데즈마루'로 바뀌었다는 설이 있다.
에도 시대에는 해당 7개 마을은
'데즈마루 7촌'이라고도 불렸다.

## 지리
- 현재의 가와지마정 남동부에 해당한다.

## 역사
- 1889년 4월 1일 - 정촌제 시행에 의해 7촌이 합병해 데마루촌이 성립하였다.
- 1954년 11월 3일 - 이구사 촌, 미오노야 촌, 나카야마 촌, 야쓰호 촌, 오미노 촌과 합병해, 가와지마 촌이 성립하였다.
- 1972년 11월 3일 - 가와지마촌이 정으로 승격해 가와지마정이 되었다.